# چونگ‌ریون
انجمن عمومی کره ای‌های ساکن در ژاپن (General Association of Korean Residents in Japan) موسوم به چونگ ریون یکی از دو سازمان مردم نهاد (NGO) کره‌ای‌های ساکن در ژاپن است که ارتباط بسیار نزدیکی با کره شمالی دارد. تأسیس این انجمن به ۱۹۵۵ بازمی‌گردد. نظر به عدم وجود روابط دیپلماتیک بین دو کشور، این سازمان در قالب یک سفارت غیررسمی عمل می‌کند. سازمان دیگر کره‌ای‌های ساکن در ژاپن، میندان خوانده می‌شود که به کره جنوبی نزدیک است.
شعبه‌های چونگ‌ریون در سرتاسر ژاپن وجود دارد. این سازمان قریب به ۱۴۰ مدرسه، تعدادی مهد کودک و یک دانشگاه که همگی به سبک کره شمالی هستند را در ژاپن اداره می‌کند. دروس و زبان محاوره در مدارس، زبان کره‌ای است. هر چند این مدارس مجاز به دنبال نکردن کوریکولوم درسی ژاپن رسمی نیستند، اما عقایدی نزدیک به کره شمالی و رهبران آن را دنبال می‌کنند.

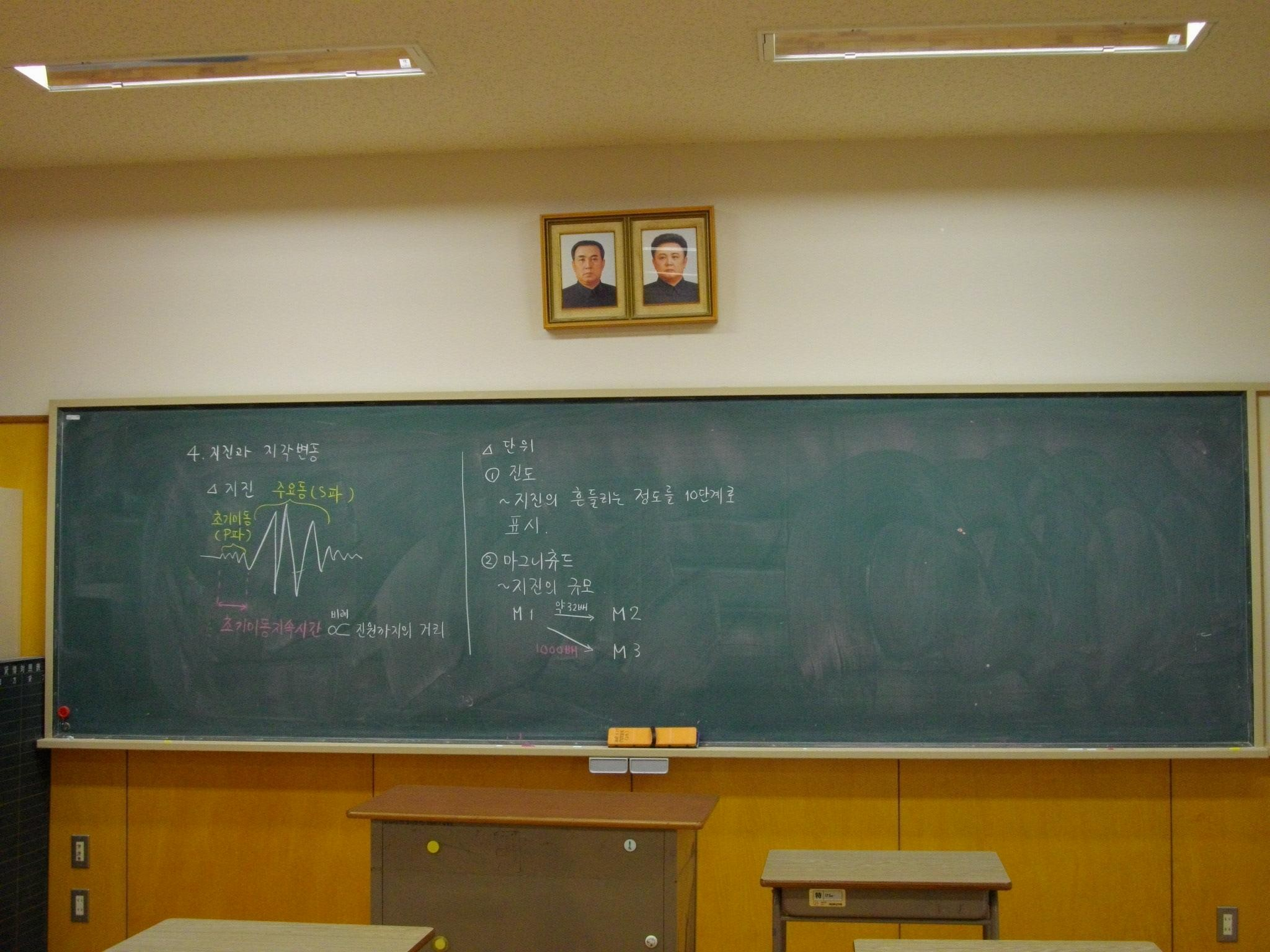
یکی از مدارس وابسته به چونگ ریون در ژاپن.

مشکلات مالی نظیر بدهی ۷۵۰ میلیون دلاری، از چالش‌های عمدهٔ چونگ‌ریون است.
در انتخابات پارلمانی ۲۰۰۹ کره شمالی انجمن عمومی کره‌ای‌های ساکن در ژاپن به عنوان یکی از چهار حزب در تنها ائتلاف انتخابات موسوم به جبهه دمکراتیک برای اتحاد مجدد سرزمین پدری شرکت داشت و به شش کرسی از مجموع ۶۸۷ کرسی مجمع عالی خلق دست یافت. گفتنی است در لیست این ائتلاف نام سه نامزد به عنوان مستقل درج شده بود.
دانشگاه این مرکز موسوم به دانشگاه کره، هرچند یک دانشگاه رسمی در ژاپن نیست اما رشته‌های مختلفی نظیر فلسفه، ادبیات، زبان‌های خارجه، تاریخ، مدیریت، جغرافی، مهندسی الکترونیک، مهندسی مکانیک، متالوژی، فیزیک، شیمی، ریاضیات و بیوشیمی را ارائه می‌کند. فارغ التحصیلات اغلب در مدارس وابسته به چونگ‌ریون به خدمت گرفته می‌شوند. دولت کره شمالی از ۱۹۵۷ سالانه و به‌طور مستقیم به این دانشگاه کمک مالی می‌کند.